# Beaufortia intermedia
Beaufortia intermedia es una especie de peces de la familia de los Balitoridae en el orden de los Cypriniformes.

## Distribución geográfica
Se encuentra en la China.